# Републикански път III-637
Републикански път IIІ-637 е третокласен път, част от Републиканската пътна мрежа на България, преминаващ по територията на области Перник и Кюстендил. Дължината му е 68,2 km.
Пътят се отклонява наляво при 54,0-ти km на Републикански път II-63 на 3 km западно от град Трън, пресича река Ерма и се насочва на юг през Трънската котловина, като преминава между планините Лешниковска на запад и Люляк (Люцкан) на изток. След това пътят продължава между Еловишка планина на запад и Люляк (Люцкан) на изток, като минава през селата Вукан и Мрамор, преодолява Главния български вододел между планините Еловишка на запад и Ерулска на изток и при село Горочевци слиза в долината на Пенкьовска река от басейна на река Струма. От там Републикански път IIІ-637 продължава на юг по долината на реката между планините Пенкьовска на запад и Ерулска на изток, като последователно минава през селата Видрар, Докьовци и Пенкьовци и на 4,5 km южно от последното, при съединяването си с Републикански път III-6052 пътят свършва. По проект той трябва да бъде изграден на запад през южната част на Пенкьовска планина до село Трекляно, но има само пътека. В този си непостроен участък дължината на пътя е измерена по права линия по карта и е 4 km и същевременно навлиза в Кюстендилска област.
След село Трекляно пътят продължава отново в южна посока по долината на Треклянска река (десен приток на Струма), минава през село Габрешевци, при село Сушица преодолява седловината между планините Кобилска на запад и Земенска на изток и слиза в село Злогош. От там пътят продължава отново на юг през западните склонове на Земенска, преминава през село Полска Скакавица и достига до село Драговищица, където се съединява с Републикански път III-601 при неговия 9,6 км.
От Републикански път III-637 при неговия 5 km надясно се отклонява третокласен Републикански път III-6372 (35,1 km) през селата Костуринци, Стайчовци, Долна Мелна, Дълга лука и Косово до село Трекляно при 38,4 km на Републикански път III-637.
| Пътища, отклоняващи се надясно (населено място, № на пътя, посока на пътя) | Км   | Пътища, отклоняващи се наляво (посока на пътя, № на пътя, населено място) |
| -------------------------------------------------------------------------- | ---- | ------------------------------------------------------------------------- |
| Община Трън, Област Перник, II-63, 54 км ←                                 | 0,0  | ← 54 km, II-63, Област Перник, Община Трън                                |
| (за с. Радово) общински път ←                                              | 2,2  |                                                                           |
| (за с. Студен извор) общински път ←                                        | 3,2  | → общински път (за с. Бусинци)                                            |
| (до с. Трекляно) III-6372, 0 км ←                                          | 5,0  |                                                                           |
| с. Вукан                                                                   | 5,7  | с. Вукан                                                                  |
| с. Мрамор                                                                  | 8    | → с. Мрамор, общински път (за с. Кожинци)                                 |
| с. Горочевци                                                               | 18,1 | ← с. Горочевци, 32,6 км, III-8114 (от гр. Брезник)                        |
| с. Видрар                                                                  | 20,7 | с. Видрар                                                                 |
| (за с. Лева река) общински път ←                                           | 21,9 |                                                                           |
| с. Докьовци                                                                | 23,1 | с. Докьовци                                                               |
| с. Пенкьовци                                                               | 29,6 | с. Пенкьовци                                                              |
|                                                                            | 34,1 | ← 6,1 км, III-6052 (от 40,4 км на III-605)                                |
| Община Трекляно, Област Кюстендил                                          | 36,2 | Област Кюстендил, Община Трекляно                                         |
| (от 5 км на III-637) III-6372, 35,1 км, с. Трекляно →                      | 38,4 | с. Трекляно                                                               |
| (от с. Долно Уйно) III-6012, 23,6 км, с. Трекляно →                        | 39,2 | с. Трекляно                                                               |
| с. Габрешевци                                                              | 44,2 | ← с. Габрешевци, 69 км, III-623 (от 34,9 км на II-62)                     |
|                                                                            | 50,2 | → общински път (за с. Сушица)                                             |
| (за селата Долни Коритен и Полетинци) общински път, с. Злогош ←            | 53,7 | с. Злогош                                                                 |
| Община Кюстендил                                                           | 57,5 | Община Кюстендил                                                          |
|                                                                            | 61,8 | ← 15 км, III-6003 (от 30,3 км на I-6)                                     |
| с. Драговищица                                                             | 67,5 | → с. Драговищица, общински път (за с. Стенско)                            |
| с. Драговищица                                                             | 67,8 | ← с. Драговищица, 13,1 км, III-6005 (от 25,1 км на I-6)                   |
| (до ГКПП Олтоманци) III-601, 9,6 км, с. Драговищица ←                      | 68,2 | ← с. Драговищица, 9,6 км, III-601 (от 22,6 км на I-6)                     |